# 索靖
索靖（239年—303年），字幼安，晉朝敦煌人。家族世代為官。晉朝官員及書法家。

## 生平
從小就氣質非凡，聰穎過人，與同鄉泛衷、張甝、索紾和索永皆進太學，並稱敦煌五龍。索靖博通經史，又通纖緯之學。後在涼州作別駕，而一次朝廷命郡舉出緊良方正之士，接受朝內高官的考問政事和經義，索靖就被推舉並到洛陽，傅玄和張華與索靖見過面後都隆重地去結交他。
索靖後拜駙馬都尉，又出外任駐守西域的戊己校尉長史。因著在朝內任官的同郡人張勃推舉而被召入朝，擔任尚書郎。在朝同為尚書郎的潘岳、羅尚和顧榮都對他十分佩服。多年後，索靖先後出任雁門太守、魯相及酒泉太守。至永熙元年（290年）晉惠帝即位，索靖獲賜爵關內侯。
元康六年（296年），北地郡的馬蘭羌及盧水胡皆叛亂，索靖轉任征西大將軍司馬肜的左司馬，加蕩寇將軍，屯兵粟邑參與平叛，曾擊敗叛胡。後改拜始平內史。
永康二年（301年），趙王司馬倫篡位稱帝，遭到齊王司馬冏、成都王司馬穎及河間王司馬顒三王為首的討伐。當時索靖亦響應義舉，獲授左衞將軍。司馬倫倒台後，索靖以討伐孫秀之功獲加授散騎常侍。及後遷後將軍。
太安二年（302年），河間王司馬顒舉兵討伐在朝內掌政的長沙王司馬乂，索靖被其任命為使持節、監洛城諸軍事、遊擊將軍，領秦、雍、涼義兵，前往洛陽與司馬乂作戰。在作戰中，索靖大破對方，但自己亦受了傷，終因傷重而死，享年六十五歲。最終司馬顒擊敗了司馬乂，追贈索靖為太常。後來，索靖又被改贈司空，追封安樂亭侯，並獲賜諡號為莊。

## 性格特徵
- 索靖擅長於書法，特別是草書，著有《草書狀》傳世。羊欣曾說：「張芝、皇象、鍾繇、索靖，时號『書聖』。」《法書要錄》中稱：「幼安善章草書，出于韋誕，峻險過之。有若山形中裂，水勢懸流，雪嶺孤松，冰河危石，其堅勁則古今不逮。」其中又載王隱稱：「靖草書絕世，學者如雲，是知趣者皆然，勸不用賞。」據稱《毌丘興碑》是其手筆。
- 索靖有先見之明，他知西晉將會陷入大亂，曾指著洛陽宮門的銅駝，感歎的說：「看見你在荊棘中了。」最後西晉果然陷入混亂，更加滅亡。這是成語「銅駝荊棘」的典故。

## 兒子
- 索鯾
- 索綣
- 索璆
- 索聿，封安昌鄉侯。
- 索綝，索靖幼子，最知名。西晉末年曾在長安助晉愍帝登位，並掌握軍政大事。最終被漢國皇帝劉聰所殺。

## 延伸阅读
[在维基数据编辑]
 《晉書·卷060》，出自房玄齡《晉書》